# Блокада Чанчуня
Блокада Чанчуня (кит. трад. 长春围困战, упр. 長春圍困戰, пиньинь Chángchūn Wéikùnzhàn) — одно из сражений во время гражданской войны в Китае, шедшее 23 мая — 19 октября 1948 года.
После того, как в ходе наступления коммунистов 13 марта 1948 года ими был взят Сыпин, Чанчунь оказался отрезан от прочих контролируемых гоминьдановцами территорий. Однако Чан Кайши считал, что оставить Чанчунь нужно лишь в случае полной эвакуации гоминьдановских войск из северо-восточного Китая, а пока такого решения нет — город можно удерживать, снабжая его по воздуху.
По завершении зимнего наступления Линь Бяо направил для окружения Чанчуня отдельные 5-ю, 7-ю, 8-ю, 9-ю и 10-ю дивизии. 18 апреля 5-я отдельная дивизия получила приказ блокировать Чанчуньский аэродром. Вскоре артиллерия коммунистов сделала его использование невозможным.
Командовавший обороной города Чжэн Дунго разделил Чанчунь на два района обороны: на западе оборонялась изначально находившаяся в Чанчуне Новая 7-я армия, на востоке — отступившая 10 марта в Чанчунь из Гирина 60-я армия. Коммунисты не имели опыта штурма больших городов (даже не очень крупный Сыпин дался им с большим трудом), а мощные укрепления и наличие большого количества войск внутри делали Чанчунь крепким орешком. Так как особого военного значения Чанчунь не имел (сеть железных дорог позволяла коммунистам снабжать фронт в обход Чанчуня), то было решено ограничиться плотной блокадой города. Приказ о блокаде был подписан Линь Бяо 5 июня. Помимо пяти отдельных дивизий к блокаде были привлечены часть войск 6-й и 12-й колонн Северо-Восточной народно-освободительной армии. Блокирующие войска заняли указанные в приказе позиции 22 июня 1948 года.
К августу в городе стало кончаться продовольствие, и Чан Кайши приказал Чжэн Дунго выгнать из города мирное население, чтобы кормить только солдат, однако блокирующие войска не позволили этого сделать. При этом побегу мирного населения из Чанчуня неорганизованным порядком коммунисты не препятствовали, расселяя беглецов в близлежащих деревнях.
После того, как 12-15 октября 1948 года коммунисты взяли Цзиньчжоу и отбили деблокирующий удар северокитайских гоминьдановских войск, все гоминьдановские войска в Маньчжурии оказались отрезанными. Не видя смысла в дальнейшем сопротивлении, 60 армия 17 октября восстала и перешла на сторону коммунистов, а 19 октября её примеру последовала Новая 7-я армия. 21 октября Чанчунь перешёл под контроль коммунистов.